# تنوع ژنتیکی
تنوع ژنتیکی (به انگلیسی: Genetic diversity)، مرحله‌ای از تنوع زیستی، به همه ویژگی‌های ژنتیکی در ساختار ژنتیکی یک گونه اشاره دارد. این مفهوم جدای از تغییر ژنتیکی است که به علاقه ویژگی‌های ژنتیکی به دگرگون شدن می‌پردازد.
تنوع ژنتیکی روشی برای آن است که جمعیت یک گونه به دگرگونی‌های محیط طبیعی وفق پیدا کند. هرچه میزان این تنوع بیشتر باشد، احتمال بیشتری وجود دارد که بعضی از اعضای جمعیت آن تعداد از الل‌ها را که باعث دوام در محیط می‌شود به دست بیاورند. از این روی آن اعضا احتمال بیشتری برای آنکه به بلوغ برسند و دارای فرزندانی شوند که حامل آن الل‌ها هستند. جمعیت مورد نظر پس از چند نسل آغاز افزایش پیدا می‌کند و این نتیجه وجود آن تعداد از جمعیت آغازین که ویژگی‌های مناسب خوگرفتن با محیط را دارا بودند است.
تفاوت تنوع ژنتیکی با تنوع زیستی در آن است که دومی میزان گوناگونی‌های حیات در یک بوم‌سازگان مشخص را بررسی می‌کند.

## اهمیت تنوع ژنتیکی
روش‌های گوناگونی برای سنجش میزان تنوع ژنتیکی وجود دارند و دلایل نوین کم شدن تنوع ژنتیکی در جانوران نیز توسط پژوهشگران مورد بررسی قرار گرفته‌اند. یک بررسی در سال ۲۰۰۷ که توسط بنیاد ملی علوم انجام شد نشان می‌دهد که تنوع زیستی و تنوع ژنتیکی با هم در ارتباط و وابستگی هستند؛ تنوع در میان اعضای یک گونه برای پاسداری از تنوع در میان گونه‌های مختلف نیاز است و عکس آن نیز بر قرار است. بر پایه این گزارش «اگر هر نوع جاندار از سامانه زیستی حذف شود، چرخه می‌تواند از کار بیفتد و جامعه زیستی توسط یک گونه منفرد تسلط یابد».
وابستگی متقابل میان تنوع ژنتیکی و زیستی بسیار حساس است. دگرگونی در تنوع زیستی می‌تواند باعث دگرگونی در محیط زیست شود و جمعیت‌های جانوری باقی‌مانده را ناچار به تطابق دادن خود با شرایط نو کند. دگرگونی در تنوع ژنتیکی نیز می‌تواند به نابودی گونه‌ای و کم شدن تنوع زیستی منجر شود.